# 상하이 메이플
상하이 메이플(영어: Shanghai Maple, 중국어: 上海華普汽車)은 중국의 지리자동차 산하의 자동차 제조사로, 중국 상하이 진산구에 본사가 위치했다. 상하이자동차와는 관계없다.

## 역사
2000년에 설립되었다.이후 2002년에 중국의 저장지리홀딩그룹 산하의 중간 지주 회사이자 자동차 제조사인 지리자동차가 메이플의 전략적 지주 회사가 되면서 지리 브랜드 산하의 기업으로 들어가게 되었다. 이후 2003년에 시트로엥 ZX를 기반으로 한 저가 브랜드의 차량들을 만들기 시작했고, 2005년에는 메이플에서 제조한 메이플 마린도를 지리 CK 등과 같이 프랑크푸르트 모터쇼에 전시하기도 했다.2007년에는 이집트에 수출을 진행하기도 했으나, 이후 2008년에 지리자동차가 메이플 자체를 서서히 통합해 버리면서 2010년에 회사가 사라지게 되었다. 이후 브랜드는 엥글론으로 대체되었다.
브랜드가 사라진 2013년 3월에 지리자동차와 칸디테크놀로지 사가 중국 본토 내에서 전기차 연구 및 개발, 생산, 마케팅, 판매 등을 중심으로 하는 50:50 합작법인인 저장칸디전기차투자회사가 설립되었다. 이 제휴 관계를 통해 2020년에 브랜드가 부활하게 되었다. 이를 통해 기존 지리자동차 가솔린 자동차를 기반으로 한 저렴한 전기차를 생산하기 시작했다. 하지만, 2021년 3월에 칸디 측에서 지분 22%를 모두 지리자동차 쪽에 매각하였다.
하지만, 리판이 지리자동차 산하로 들어오는 과정에서 2022년에 새로운 전기차 브랜드인 리반자동차로 통합되어 사라졌다. 그 과정에서 메이플 60S가 만들어졌다. 이후 브랜드는 리반으로 통합되었음에도, 기존 라인업은 '메이플'이 붙는 형태로 지속해서 판매하고 있다.

## 제품

### 상하이 메이플
- 2003–2010: 메이플 히순 (海迅), sedan/hatchback
- 2004–2010: Maple Marindo/Haifeng (海锋), sedan
- 2005–2010: Maple Haiyu (海域) (2005–2010), [[[Sedan_(car)|sedan]]/hatchback
- 2005–2010: Maple Hysoul (海尚) (2005–2010), sedan
- 2009–2010: Maple Haijing (海景) (2009–2010), sedan

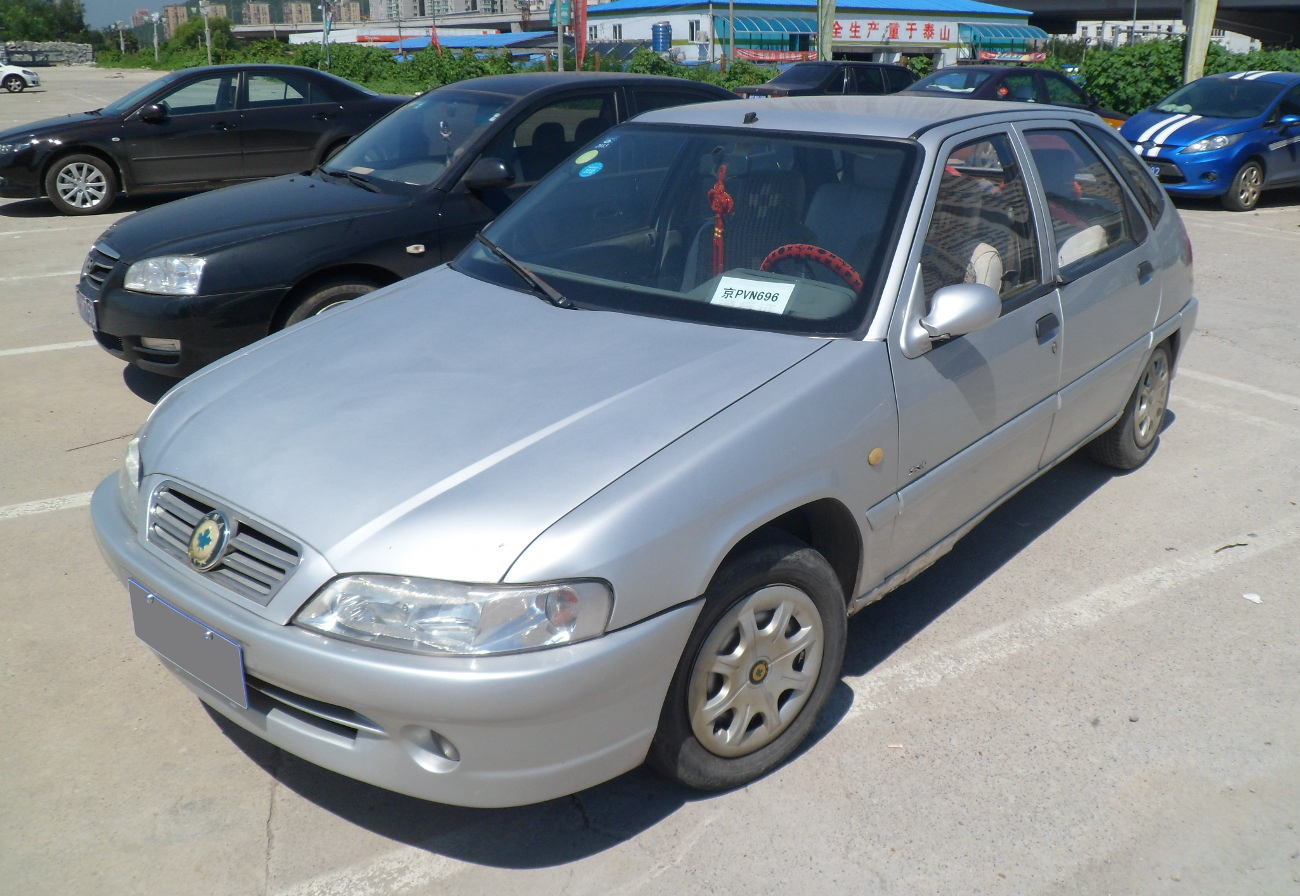
Maple Whirlwind (Biaofeng)
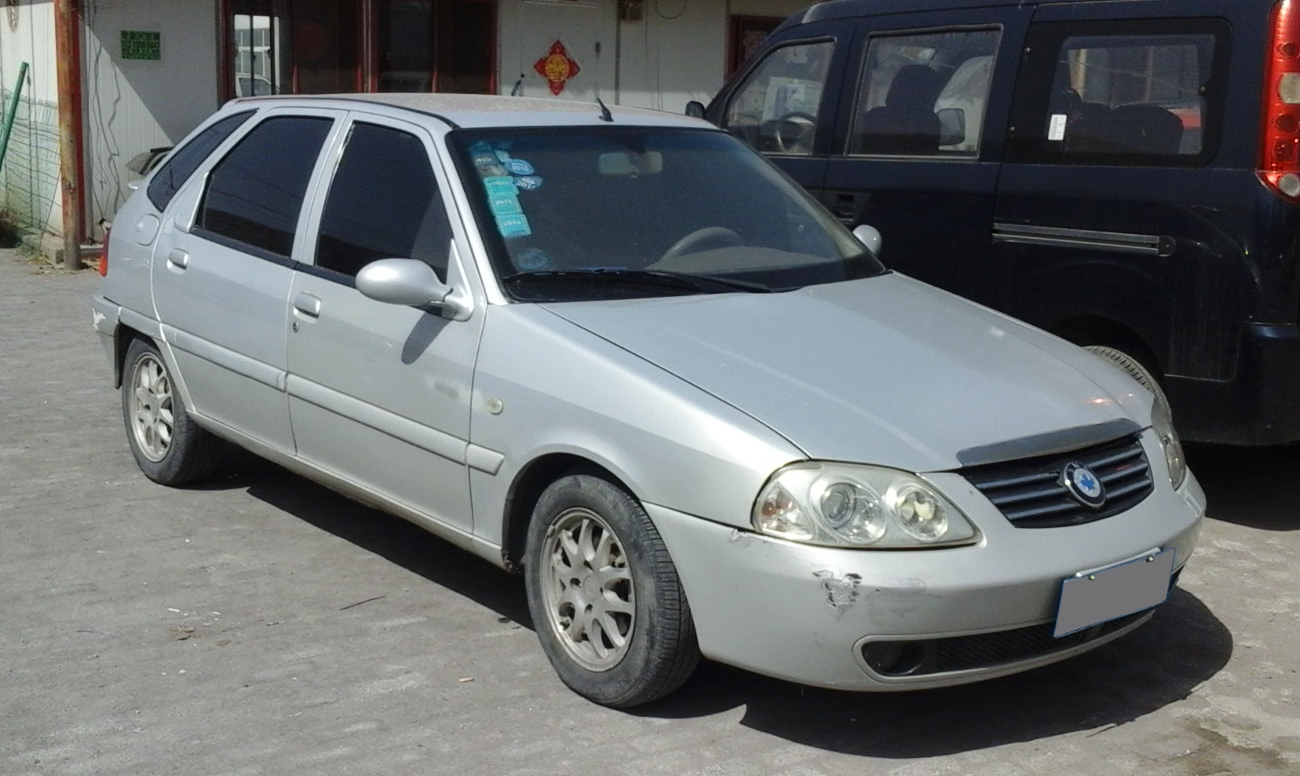
Maple Marindo hatch
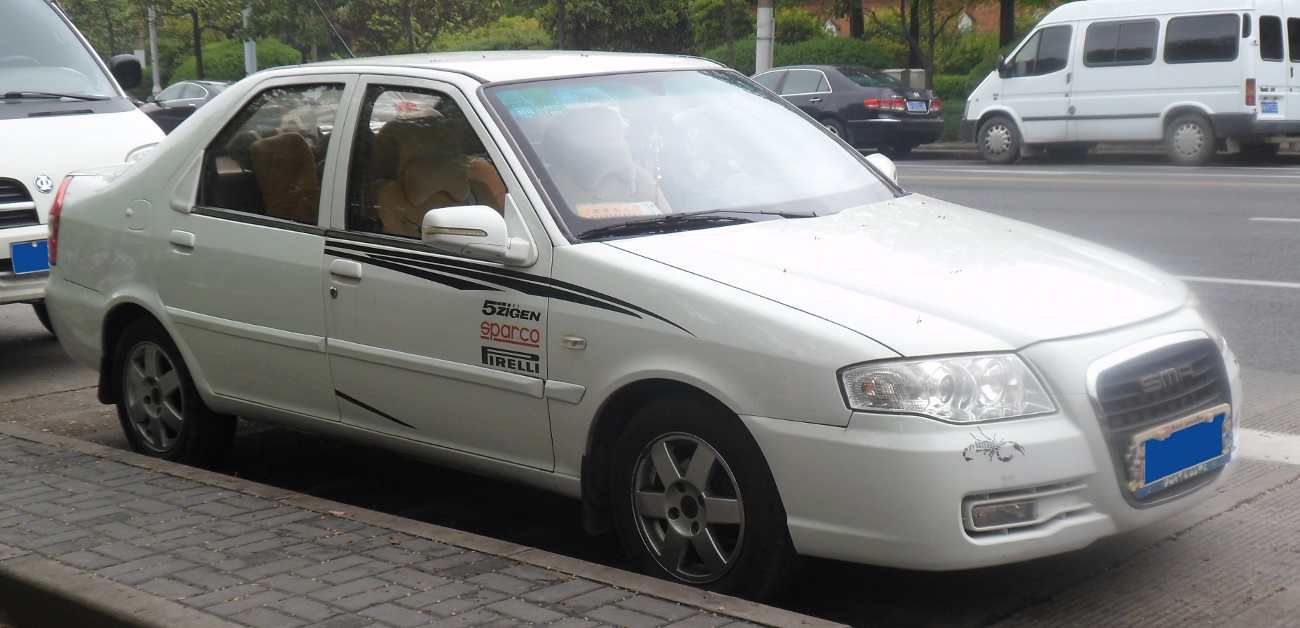
Maple Marindo sedan
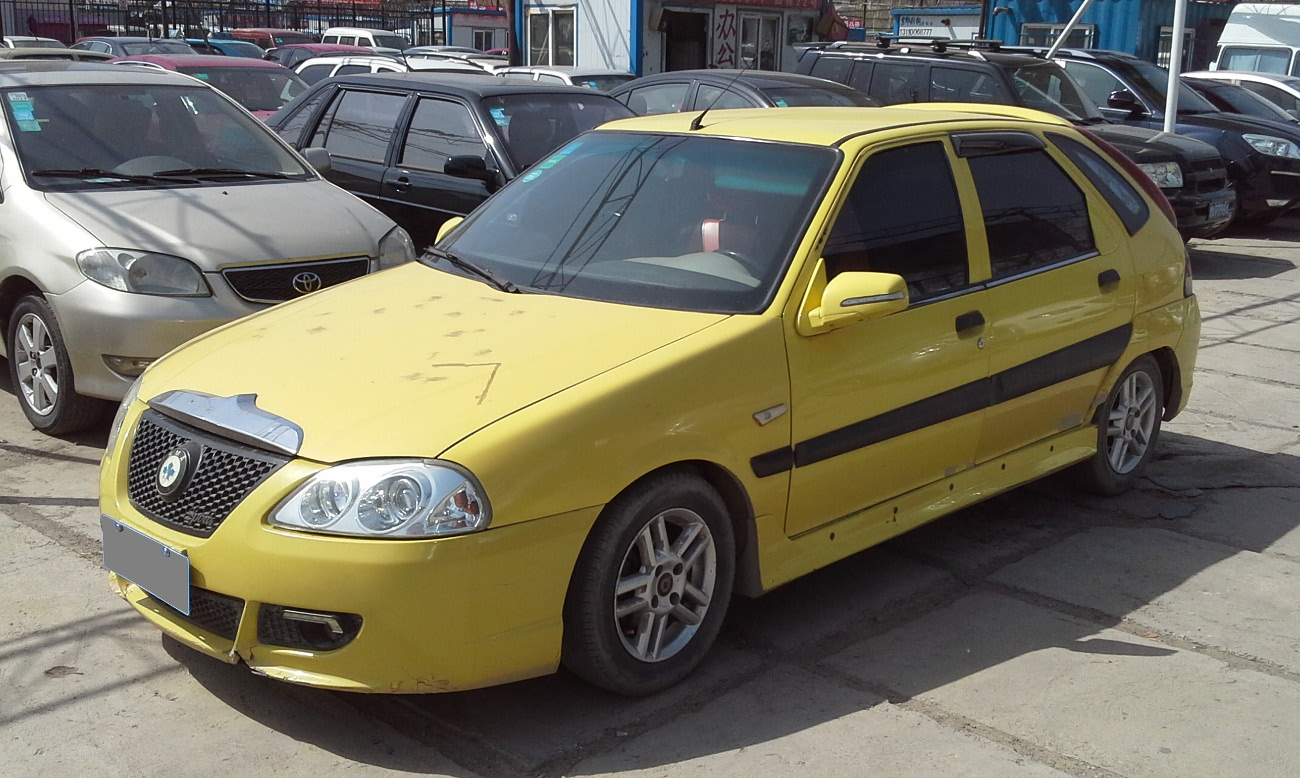
Maple Hisoon hatch
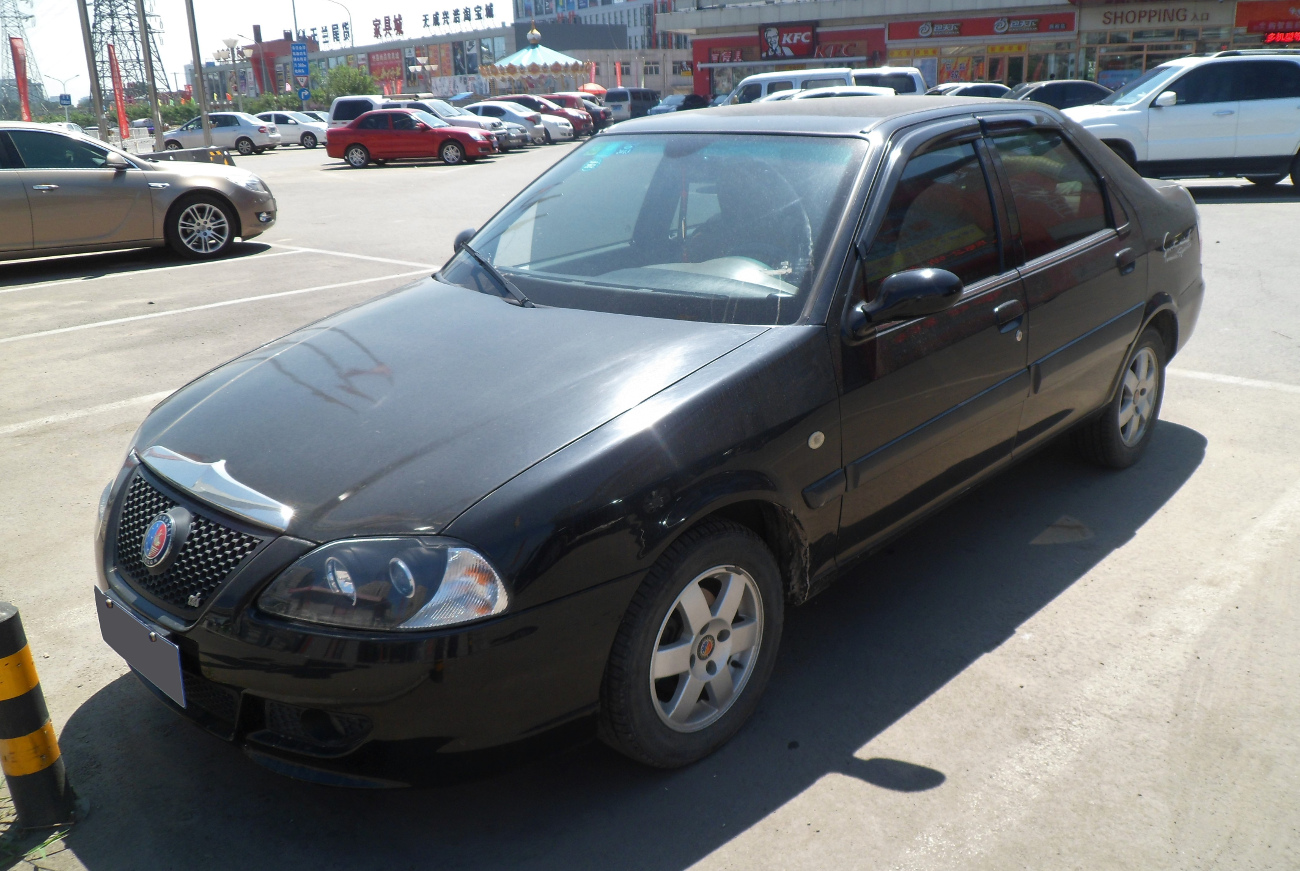
Maple Hisoon sedan
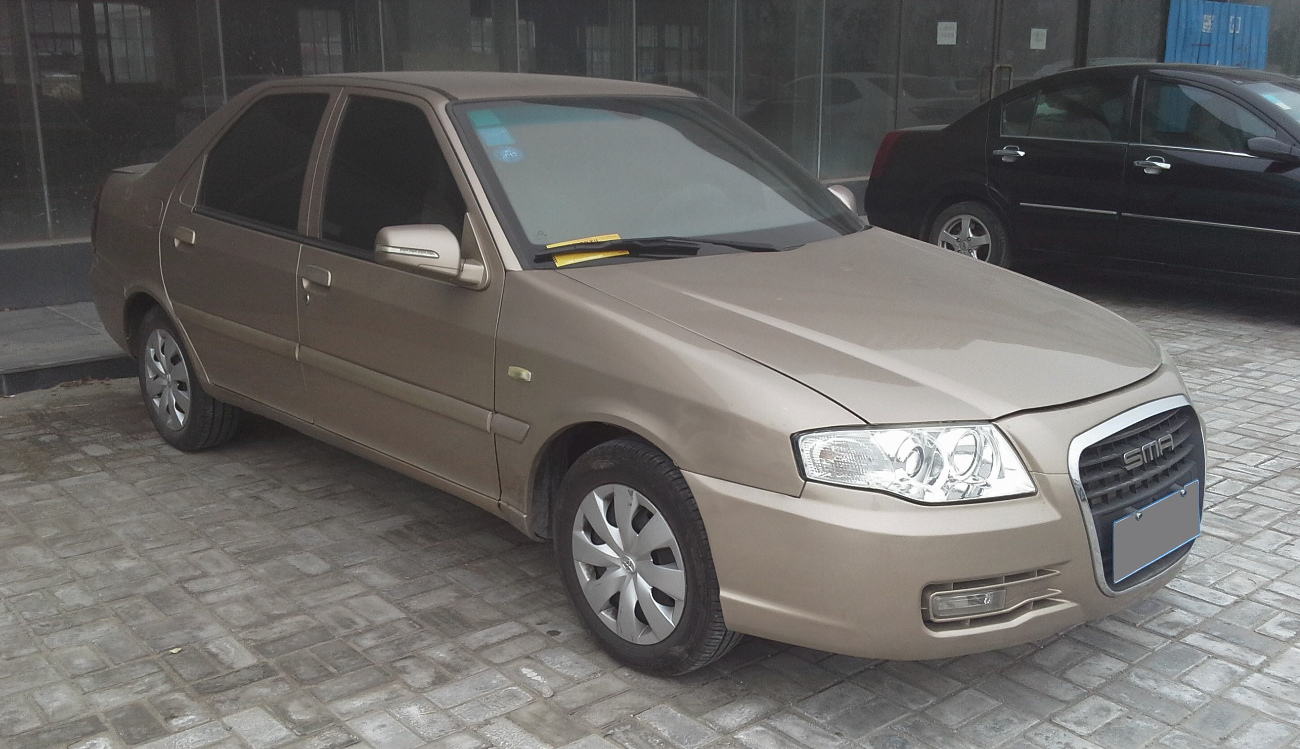
Maple Hysoul (Haishang)
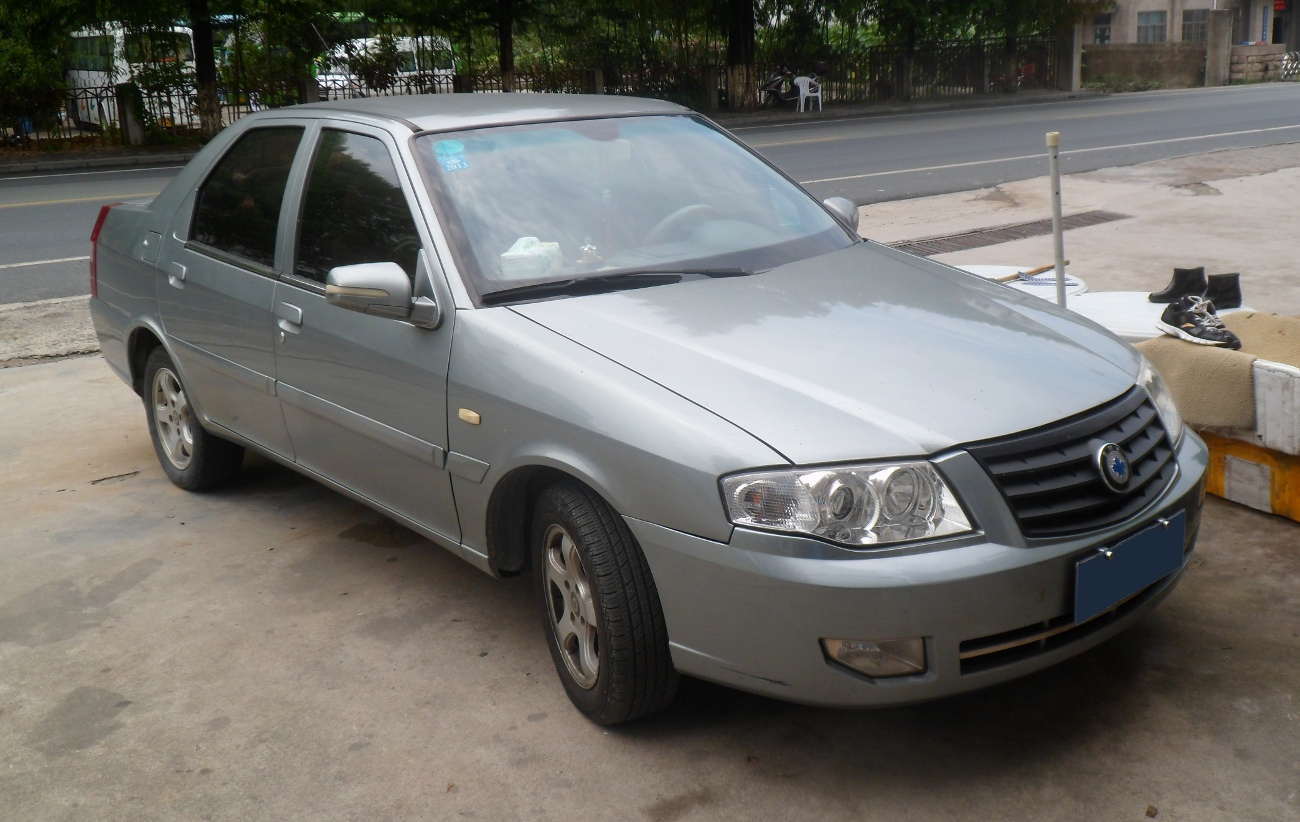
Maple Haifeng

### 메이플(전기)
- 2020~2022년: 메이플 30X, 소형차 크로스오버, 리브랜딩된 Geely Vision X3 - 2022년 현재 Livan Maple 30X로 판매
- 2020~2022년: 메이플 80V, MPV, 리브랜딩된 Geely Jiaji의 전기 버전 - 2022년 현재 Livan Maple 80V로 판매
- 2021~2022년: 메이플 60S, 소형 세단, Geely Emgrand L의 리브랜딩된 전기 버전 - 2022년부터 Livan Maple 60S로 판매됨

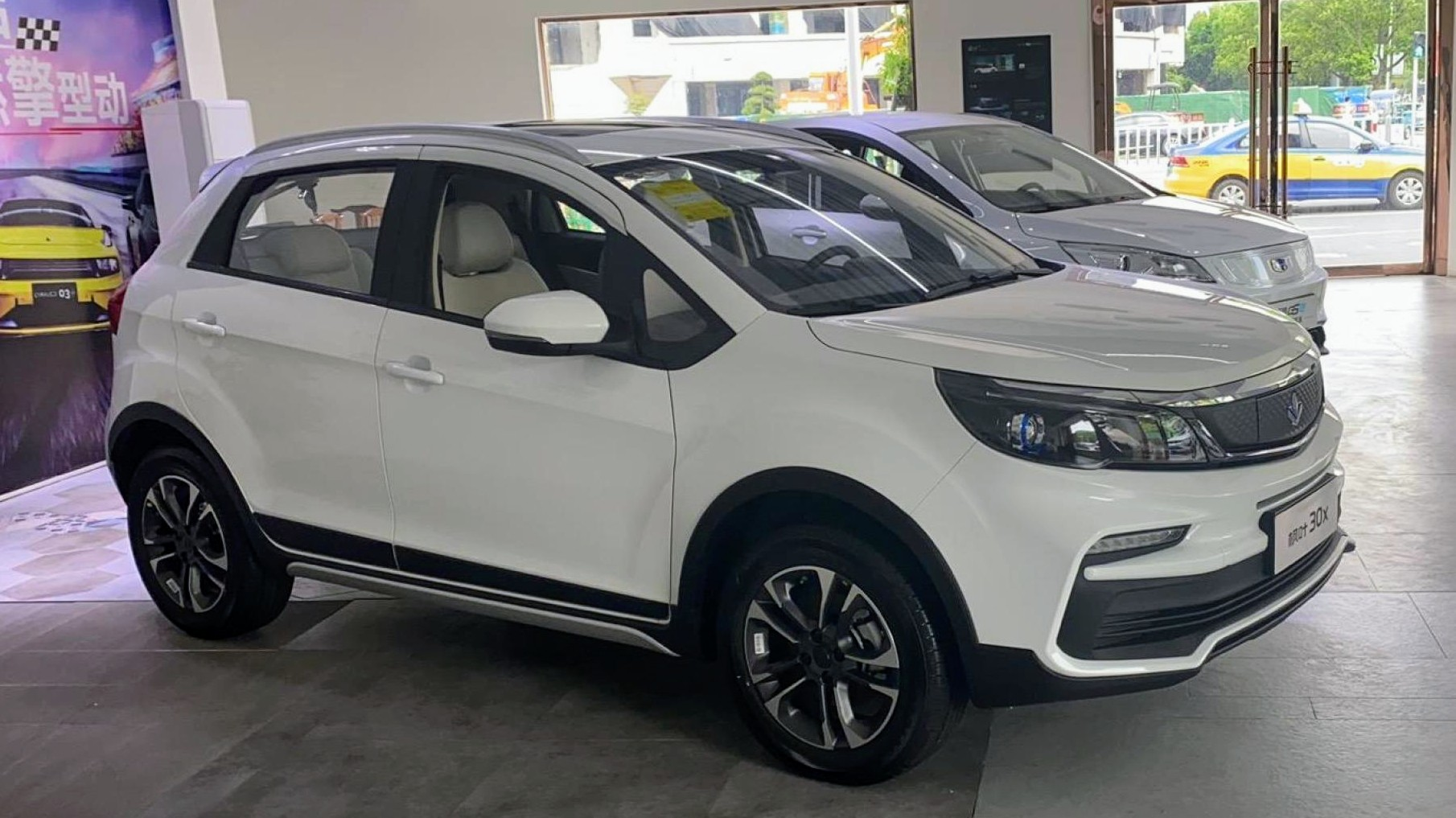
메이플 30X
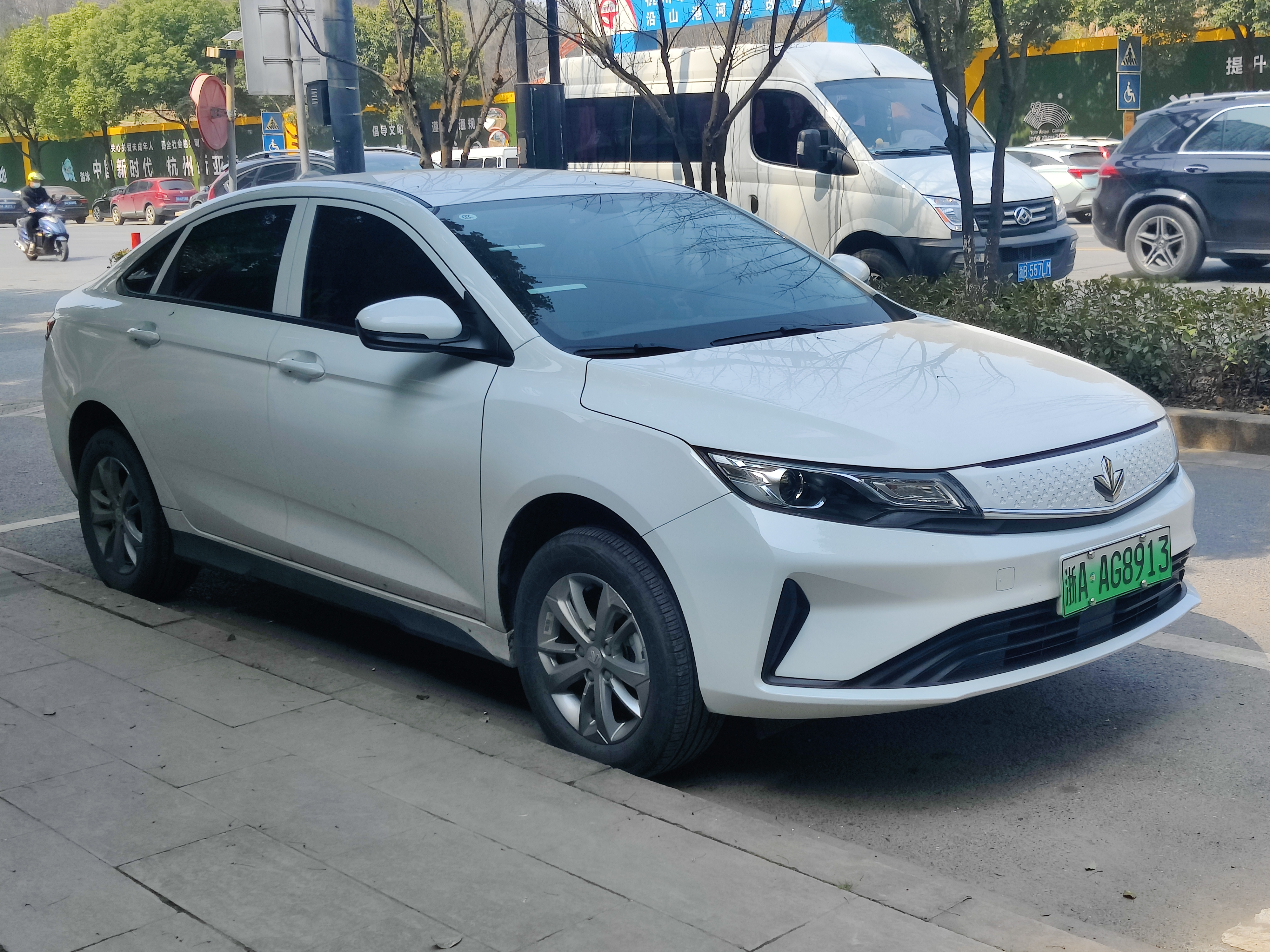
메이플 60S
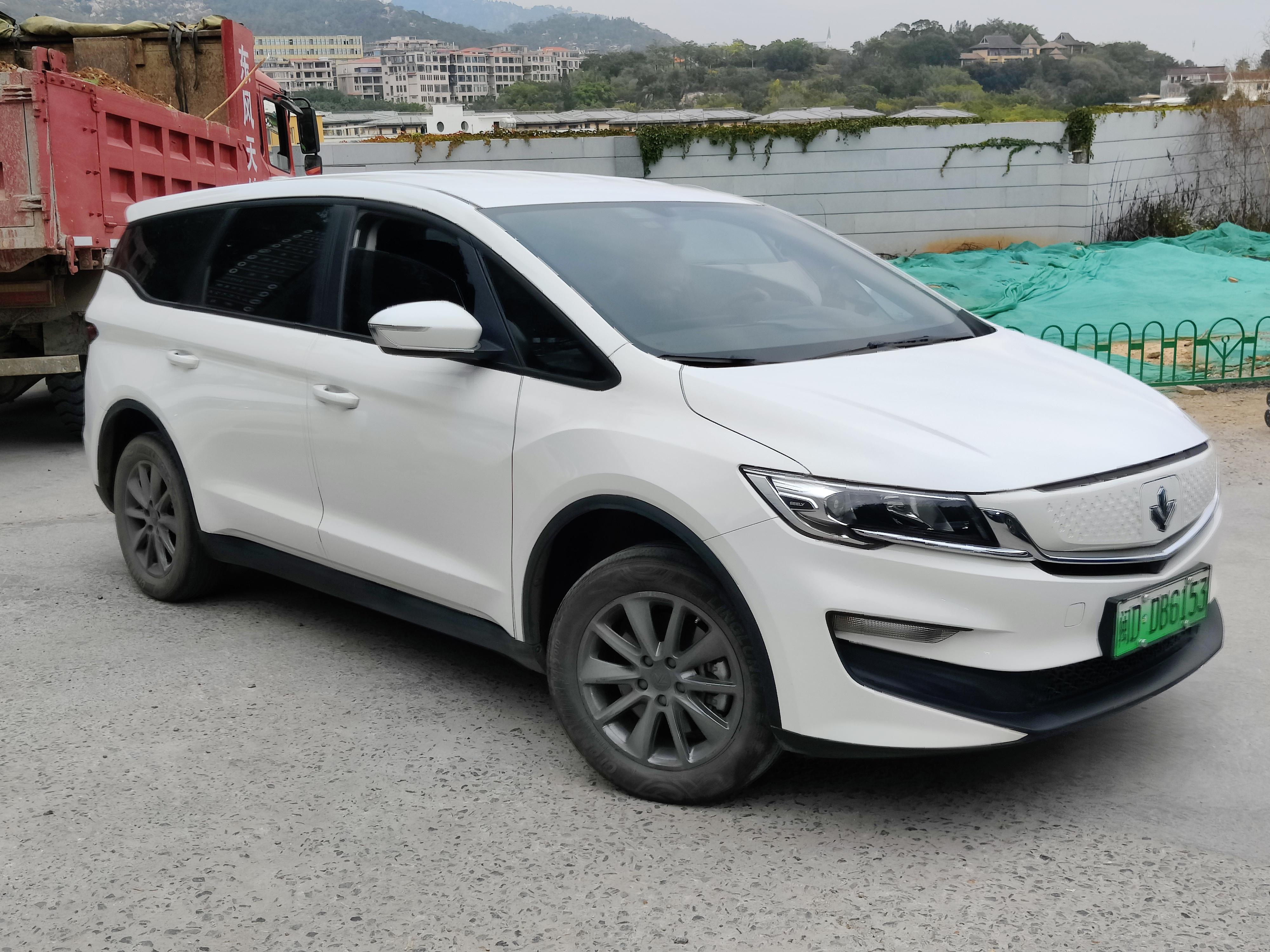
메이플 80V